# Ergoobszar

Cząstka wlatującą do ergosfery ruchem wstecznym zostaje zmuszona do zmiany kierunku ruchu. Koordynaty w systemie Boyera–Lindquista.

Rysunek przedstawiający wirującą czarną dziurę i jej ergoobszar zwany ergosferą

Ergoobszar, zwany też ergosferą (gr. εργον „praca” i σφαῖρα „kula”) – obszar dookoła wirującej czarnej dziury, znajdujący się na zewnątrz sfery wyznaczonej przez horyzont zdarzeń w rozwiązaniu Kerra, gdzie wartość grawitacji staje się nieskończona. Im szybszy obrót wokół własnej osi, tym dalej znajduje się ergoobszar od horyzontu. Gdy rotacja czarnej dziury znika, wówczas znika również ergosfera i właściwym jest opis Schwarzschilda.
Ergosfera w rozwiązaniu Kerra jest elipsoidą stykającą się z biegunami czarnej dziury, zaś w obszarze równikowym rozciąga się na odległość sięgającą promieniowi horyzontu zewnętrznego. 
W pobliżu szybko rotujących dużych mas, czyli także w ergosferze, spodziewane jest zjawisko znane jako efekt Lense-Thirringa lub frame-dragging (z ang. unoszenie układu odniesienia), powodujące rotację lub precesję układu współrzędnych ciała opadającego na czarną dziurę.
Powierzchnia ergosfery nie jest półprzepuszczalna i masa, lub jej część, która znalazła się w tym obszarze może przedostać się z powrotem na zewnątrz. Teoria dwu horyzontów w metryce Kerra przewiduje nawet ekranowanie przy granicznej prędkości obrotu i odbijanie cząstek próbnych w określonym zakresie energii.